# Владуца (Арђеш)
Владуца (рум. Vlăduța) насеље је у Румунији у округу Арђеш у општини Бузоешти. Oпштина се налази на надморској висини од 228 m.

## Становништво
Према подацима из 2002. године у насељу је живело 89 становника, од којих су сви румунске националности.